# Isabelle du Brésil
Pour les articles homonymes, voir Brésil (homonymie).
La princesse Isabelle du Brésil (en portugais, Isabel do Brasil),  née à Rio de Janeiro, au Brésil, le 29 juillet 1846 et morte au château d'Eu, en France, le 14 novembre 1921 a été princesse héritière du Brésil, régente à trois reprises (en 1871-1872, 1876-1877 puis 1887-1888) puis prétendante au trône après la chute de la monarchie. 
Ayant aboli l’esclavage en signant la Loi d'or en 1888, elle reçoit le surnom d’« Isabelle la Rédemptrice ». Par son mariage avec le prince Gaston d'Orléans, comte d'Eu, petit-fils du roi des Français, elle était comtesse d'Eu.

## Famille

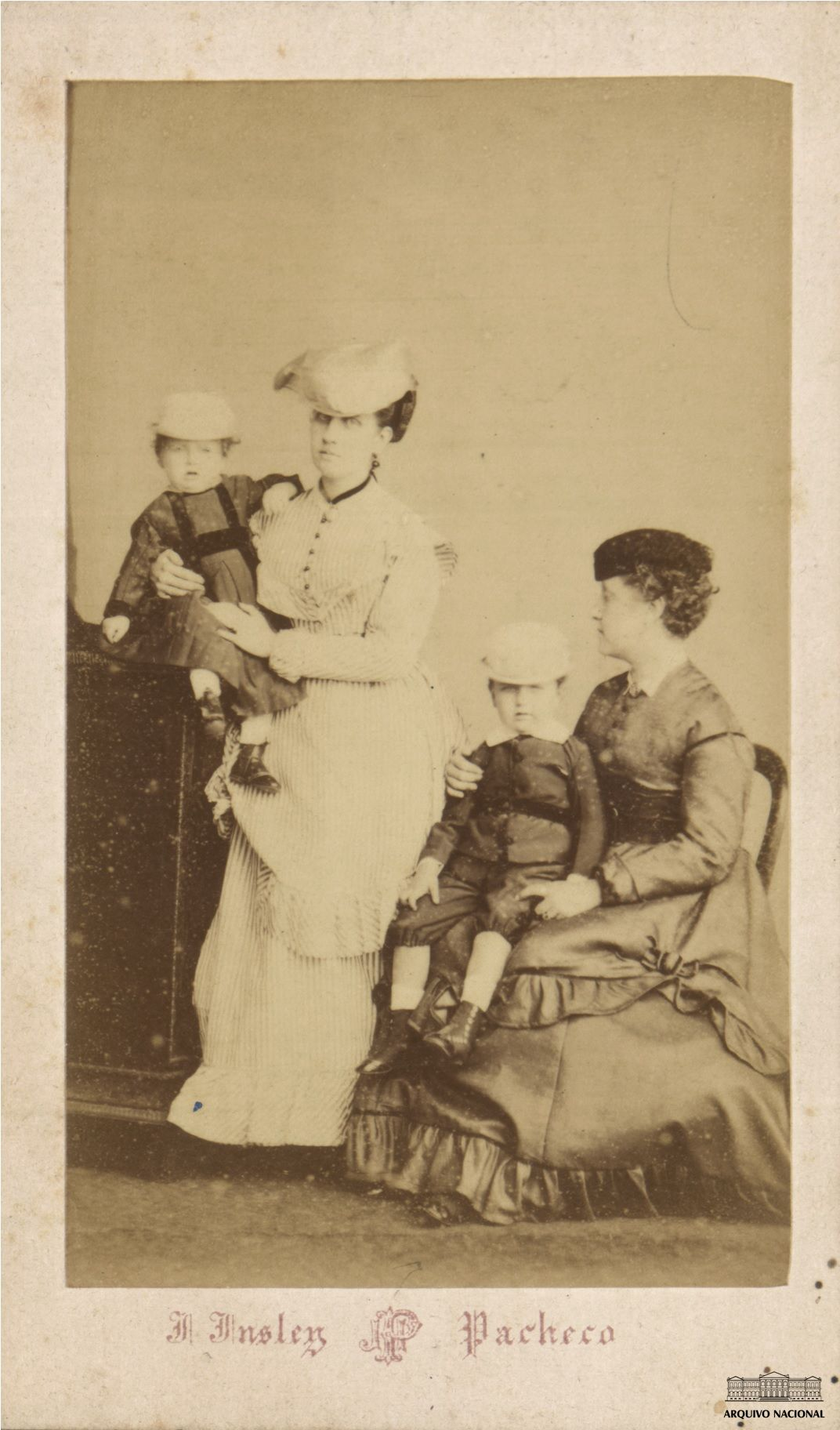
Isabelle du Brésil, sa sœur la princesse Léopoldine et ses neveux, 1868.

La princesse est l’aînée des enfants survivants de l’empereur Pierre II (1825-1891) et de sa femme, la princesse Thérèse-Christine de Bourbon-Siciles (1822-1889), elle-même fille du roi François Ier des Deux-Siciles (1777-1830).
Le 15 octobre 1864, la princesse impériale épouse, à Rio de Janeiro, le prince français Gaston d’Orléans (1842-1922), comte d’Eu. Ce dernier est le fils aîné de Louis d'Orléans (1814-1896), prince français et duc de Nemours, et de son épouse la princesse Victoire de Saxe-Cobourg-Gotha. Il est également le petit-fils du roi des Français Louis-Philippe Ier (1773-1850) et de son épouse Marie-Amélie de Bourbon-Siciles, princesse des Deux-Siciles.
De cette union naissent quatre enfants :
- la princesse Louise Victoire de Orléans e Bragança (1874-1874) ;
- le prince Pedro de Alcântara Luís Filipe Maria Gastão Miguel Gabriel Rafael Gonzaga de Orléans e Bragança (1875-1940), prince du Grão-Para (1875-1891) puis prince impérial (1891-1908), qui épouse morganatiquement en 1908 la comtesse tchèque Elisabeth Dobrzensky de Dobrzenicz (1875-1951). Ce sont les grands-parents du prétendant orléaniste au trône de France, Henri d’Orléans (1933-2019), comte de Paris. Au Brésil, Pierre d’Alcantara est également le fondateur de la branche de Petropolis de la maison d'Orléans-Bragance ;
- le prince Luís Maria Filipe Pedro de Alcântara Gastão Miguel Rafael Gonzaga de Orléans e Bragança (1878-1920), prince impérial (1908), qui s’unit à Marie-Pie de Bourbon-Siciles (1878-1973). Au Brésil, ce sont les ancêtres de la branche de Vassouras de la maison d'Orléans-Bragance ;
- le prince Antônio Gastão Filipe Francisco de Assis Maria Miguel Gabriel Rafael Gonzaga de Orléans e Bragança (1881-1918), sans alliance.

## Biographie

### Premières années
Deuxième enfant de l’empereur Pierre II, la princesse Isabelle naît en 1846 au palais de Saint-Christophe. Le 15 novembre 1846, elle est baptisée dans la chapelle impériale par l'évêque-comte d'Iraja et son nom lui est donné en l’honneur de sa grand-mère maternelle, Marie-Isabelle d’Espagne (1789-1848), reine des Deux-Siciles.
Peu de temps après, le frère de la princesse, dom Alphonse (1845-1847), meurt et Isabelle devient princesse impériale et héritière du Brésil. La même année naît la princesse Léopoldine de Bragance (1847-1871) qui va être l’amie et la compagne de jeu de sa sœur. En 1848, Isabelle perd son statut d’héritière avec la naissance de son second frère, dom Pierre-Alphonse (1848-1850), mais elle le retrouve rapidement puisque l’enfant meurt à l’âge d'un an et demi.
Afin de préparer la princesse Isabelle à son rôle d’héritière du trône, Pierre II lui fait donner une éducation soignée. Sur les conseils de sa sœur, la princesse de Joinville, l’empereur nomme ainsi, en 1855, la comtesse de Barral, épouse d’un noble français, comme préceptrice de ses filles.
Comme le lui demande la constitution brésilienne, la princesse Isabelle prête serment, le jour de ses 14 ans, de « maintenir la religion catholique apostolique romaine, d’observer la constitution politique de la nation brésilienne et d’obéir aux lois et à l’empereur ».
Dans les années qui suivent, la principale préoccupation de l’empereur et de sa famille consiste à trouver des maris honorables pour les princesses Isabelle et Léopoldine. Avec l’aide de la princesse de Joinville, Pierre II choisit finalement comme gendres les princes Gaston d’Orléans (1842-1922) et Auguste de Saxe-Cobourg-Kohary (1845-1907), tous deux petits-enfants du roi des Français Louis-Philippe Ier et neveux de sa sœur. Les deux jeunes gens arrivent ensemble au Brésil en 1864 : Gaston, pour épouser Léopoldine et Auguste, pour s’unir à Isabelle. Cependant, les deux princesses prennent la liberté de choisir chacune leur époux et Isabelle s’unit au prince Gaston d'Orléans, comte d'Eu, petit-fils du roi des Français. Les deux jeunes gens vont ainsi engendrer une nouvelle dynastie : les Orléans-Bragance.
Peu après leur mariage, Isabelle et Gaston partent en lune de miel à Pétropolis puis ils gagnent l’Europe pour qu’Isabelle soit présentée à son beau-père, le duc de Nemours.
Une fois revenus au Brésil, Gaston demande à l’empereur la permission de s’engager dans la guerre que livre alors le Brésil contre son voisin, le Paraguay. Le prince reçoit alors du souverain la dignité de maréchal de l'armée. Puis, dans la phase finale du conflit, le comte d’Eu assume le commandement des troupes brésiliennes, ce qui est source de préoccupations pour la princesse Isabelle mais surtout d’opposition dans certains cercles brésiliens dans la mesure où le prince Gaston ne prend pas toujours des décisions militaires très sages.
Une fois la guerre terminée, Isabelle et Gaston réalisent un nouveau voyage en Europe pour rendre visite à la princesse Léopoldine, alors malade. Mais celle-ci meurt du typhus le 7 février 1871 et le couple rentre au Brésil. La même année, dom Pierre II se rend à son tour en Europe et Isabelle doit assumer la régence à l’âge de 24 ans. C’est durant cette période qu’est signée la « Loi du Ventre libre », qui donne la liberté aux enfants d’esclaves nés après 1871.
Mais, à cette époque, c’est moins le statut des esclaves que l’absence d’héritier dans la famille impériale qui préoccupe Isabelle et son époux. Il faut en effet attendre 1874 pour que la princesse tombe enceinte mais l’enfant dont elle accouche est mort-né. C’est finalement le 15 octobre 1875, après 11 ans de mariage, que naît l’héritier tant attendu de la princesse Isabelle, Pierre d’Alcantara d’Orléans-Bragance, titré prince de Grão-Para. Deux autres garçons vont suivre.
En tant que princesse impériale, Isabelle obtient de droit un siège au Sénat lorsqu'elle atteint l'âge de 25 ans, devenant la première femme sénatrice de l'histoire du Brésil.

### Posture politique

La princesse Isabelle prête serment en tant que régente de l'empire du Brésil.

Libérale, la princesse Isabelle soutient fermement les partisans de l’abolition de l’esclavage et appuie ainsi le combat de nombreux jeunes politiciens et artistes. Or, à l’époque, une grande partie des abolitionnistes sont liés au mouvement républicain. D’autre part, avec sa cassette personnelle, la princesse impériale soutient l’artisanat des anciens esclaves et appuie également le quilombo de Leblon, qui cultive les camélias blancs, symboles de l’abolitionnisme.
Le 30 juin 1887, la princesse Isabelle assume pour la troisième fois de sa vie la régence et décide très vite d’en terminer avec le régime esclavagiste. Cependant, sa volonté d’abolition soulève une forte opposition de la part des grands propriétaires terriens (les « fazendeiros ») et les relations de la princesse avec son cabinet ministériel conservateur (et notamment le ministre Cotegipe) se tendent. La princesse profite finalement d’une émeute urbaine pour renvoyer ses ministres et nommer un nouveau cabinet ayant à sa tête son conseiller, João Alfredo : la route vers la liberté est dès lors assurée pour les esclaves de l’Empire.
Le 13 mai 1888 ont lieu les derniers votes concernant l’abolition de l’esclavage. Certaine de sa victoire, la régente gagne Petropolis pour y signer la « Loi d'or » (« Lei Áurea ») qui met fin à l’esclavage au Brésil. La princesse utilise alors un stylo plume d’or spécialement confectionné pour l’occasion (et qui est encore conservé aujourd’hui).
Le 28 septembre 1888, pour la récompenser de cette action, le pape Léon XIII envoie à la princesse la Rose d’or mais, au Brésil, tout le monde n’est pas aussi satisfait de l’abolition. Le baron de Cotegipe ne s’y trompe d’ailleurs pas lorsqu’il déclare à la princesse : « Votre Altesse a libéré une race, mais elle a perdu le trône ».

### République et exil

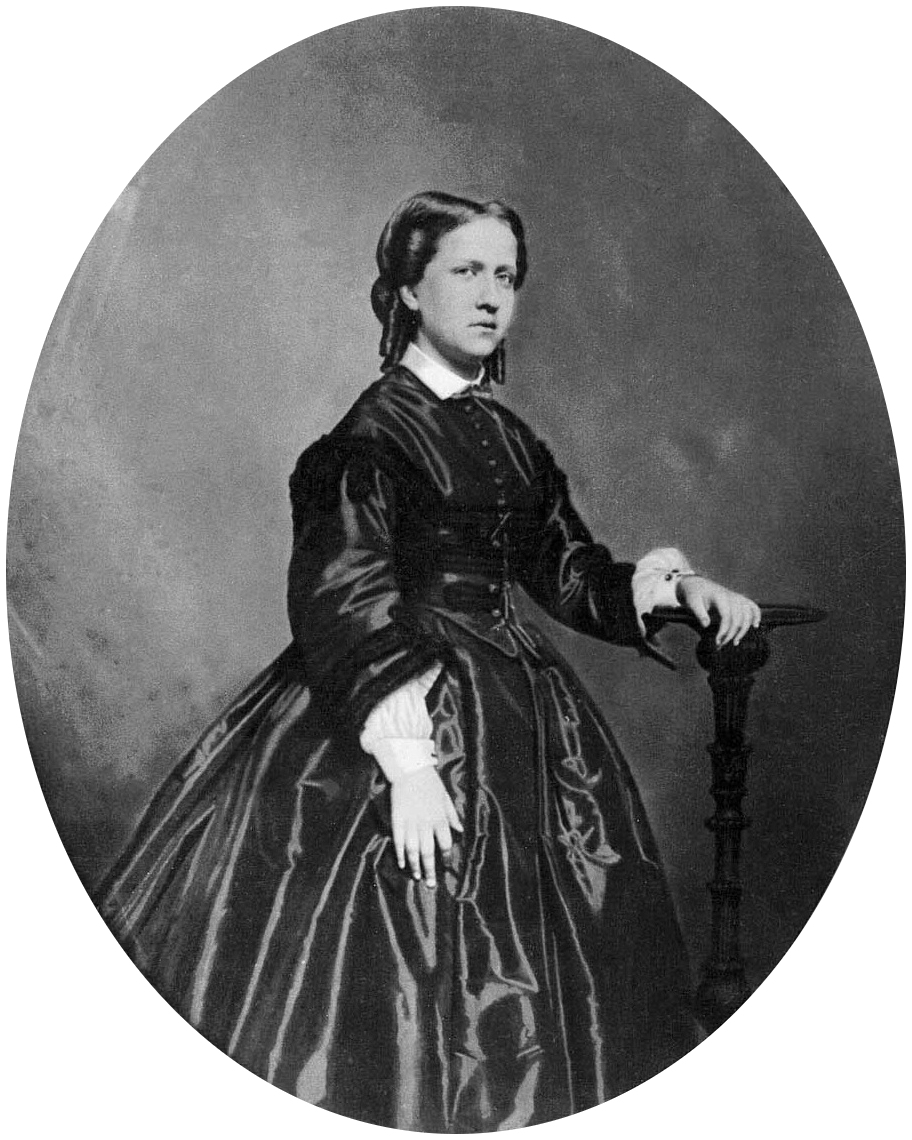
Photo de Augusto Stahl.

Avec ses petits-enfants, en 1911.

Un peu moins d’un an après l’abolition, la monarchie brésilienne s’écroule. Inspirés par les radicaux positivistes et appuyés par les fazendeiros, les militaires déposent le cabinet du vicomte de Ouro Preto et installent une dictature républicaine dans le pays. Le matin du 17 novembre 1889, la princesse Isabelle et sa famille sont donc contraints de quitter secrètement le Brésil. Mais, avant de partir et pour répondre à la prophétie de Cotegipe, la princesse déclare : « si j’avais eu mille trônes, j’aurais donné mille trônes pour libérer les esclaves du Brésil » (« Mil tronos eu tivesse, mil tronos eu daria para libertar os escravos do Brasil »). La République est proclamée dès le lendemain.
Le 5 décembre 1891, l’empereur Pierre II meurt à Paris et sa fille devient, de jure et pour les monarchistes brésiliens, l’impératrice « Isabelle Ire ».
Malgré la douleur de l’exil, la prétendante mène une vie tranquille avec son époux, ses enfants et ses petits-enfants, dans le château familial d’Eu, en Normandie. Elle fait alors de sa maison une ambassade informelle du Brésil et y reçoit les Brésiliens de passage.
Touchée par la mort de deux de ses enfants et par la maladie, la princesse passe les dernières années de sa vie avec d’importantes difficultés de locomotion. Elle a cependant la joie d’apprendre, en 1920, l’abrogation par le président Epitácio Pessoa de la loi d'exil touchant sa famille. Elle meurt sans avoir pu revoir le Brésil mais y est quand même inhumée puisque ses restes rentrent au Brésil le 7 juillet 1953, et sont conduits au Mausolée Impérial de la cathédrale de Petrópolis le 12 mai 1971.

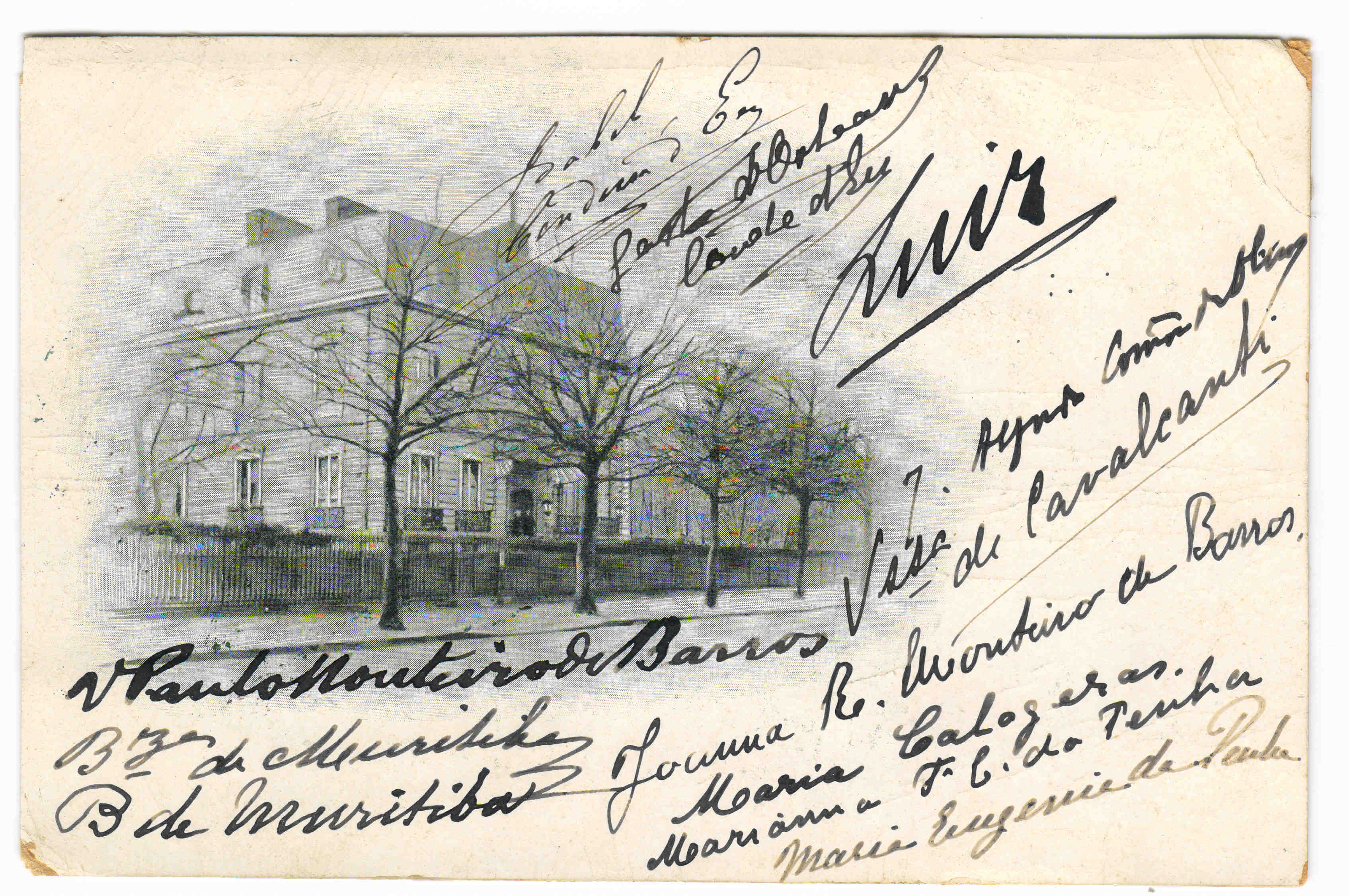
Pendant la période d'exil, le comte et la comtesse d'Eu partageaient leur temps entre leur résidence à Boulogne-sur-Seine (actuellement Boulogne-Billancourt), dans la banlieue parisienne (photo ci-dessus) et le château d'Eu, en Normandie. Sur la carte figurent les signatures du comte et de la comtesse d'Eu, entre autres.

## Titres et décorations

### Titres
- 29 juillet 1846 - 11 juin 1847 : Son Altesse la princesse Isabel de Bourbon e Bragança ;
- 11 juin 1847 - 19 juillet 1848 : Son Altesse Impériale la princesse impériale ;
- 19 juillet 1848 - 9 janvier 1850 : Son Altesse la princesse Isabel de Bourbon e Bragança ;
- 9 janvier 1850 - 15 octobre 1864 : Son Altesse Impériale la princesse impériale de Brésil ;
- 15 octobre 1864 - 14 novembre 1921 : Son Altesse Impériale la princesse impériale, comtesse d'Eu.

### Décorations dynastiques
- Grand-croix puis grand maître (5 décembre 1891) de l'ordre de la Croix du Sud (empire du Brésil)[3]
- Grand-croix puis grand maître (5 décembre 1891) de l'ordre de Pierre Ier (empire du Brésil)[3]
- Grand-croix puis grand maître (5 décembre 1891) de l'ordre de la Rose (empire du Brésil)[3]
- Grand-croix puis grand maître (5 décembre 1891) de l'ordre du Christ (empire du Brésil)[3]
- Grand-croix puis grand maître (5 décembre 1891) de l'ordre impérial de Saint-Jacques de l'Épée (empire du Brésil)[3]
- Grand-croix puis grand maître (5 décembre 1891) de l'ordre de Saint-Benoît d'Aviz (empire du Brésil)[3]
- Dame de l'ordre de la Reine Marie-Louise (royaume d'Espagne, 5 janvier 1855)[3],[4]
- Dame de l'ordre de la Croix étoilée (maison de Habsbourg-Lorraine)[3]
- Grand-croix de l'ordre de Saint-Charles (empire du Mexique)[3]
- Grand-croix honoraire de l'ordre royal de Sainte-Isabelle (royaume de Portugal)[3]